# Unione Sportiva Pro Vercelli 1987-1988
Questa pagina raccoglie le informazioni riguardanti l'Unione Sportiva Pro Vercelli nelle competizioni ufficiali della stagione 1987-1988.

## Rosa
| N. |                   | Ruolo | Calciatore          |
| -- | ----------------- | ----- | ------------------- |
|    | Italia (bandiera) | D     | Roberto Barbero     |
|    | Italia (bandiera) | C     | Lorenzo Buratta     |
|    | Italia (bandiera) | C     | Nicola Cassa        |
|    | Italia (bandiera) | C     | Gaetano Colapietro  |
|    | Italia (bandiera) | P     | Enrico Corona       |
|    | Italia (bandiera) | A     | Cristiano Cugusi    |
|    | Italia (bandiera) | C     | Antonio D'Agostino  |
|    | Italia (bandiera) | A     | Patrizio Di Stefano |
|    | Italia (bandiera) | D     | Antonio Eusebione   |
|    | Italia (bandiera) | D     | Massimiliano Farris |
|    | Italia (bandiera) | C     | Marco Franceschetti |
|    | Italia (bandiera) | A     | Roberto Gradella    |

| N. |                   | Ruolo | Calciatore          |
| -- | ----------------- | ----- | ------------------- |
|    | Italia (bandiera) | C     | Gianluca Leone      |
|    | Italia (bandiera) | C     | Claudio Lippi       |
|    | Italia (bandiera) | P     | Maurizio Passaretta |
|    | Italia (bandiera) | A     | Andrea Petroni      |
|    | Italia (bandiera) | D     | Igino Re            |
|    | Italia (bandiera) | C     | Roberto Regina      |
|    | Italia (bandiera) | C     | Fabrizio Riberto    |
|    | Italia (bandiera) | D     | Filippo Rotolo      |
|    | Italia (bandiera) | C     | Stefano Sora        |
|    | Italia (bandiera) | D     | Giuseppe Spampinato |
|    | Italia (bandiera) | D     | Domenico Tumelero   |

## Risultati

### Campionato

#### Girone di andata
| 20 settembre 1987 1ª giornata | Pro Vercelli | 1 – 2 | Sorso |  |

| 27 settembre 1987 2ª giornata | Olbia | 1 – 1 | Pro Vercelli |  |

| 4 ottobre 1987 3ª giornata | Pro Vercelli | 1 – 0 | Saviglianese |  |

| 11 ottobre 1987 4ª giornata | Cuoiopelli | 2 – 2 | Pro Vercelli |  |

| 18 ottobre 1987 5ª giornata | Pro Vercelli | 0 – 0 | Rondinella |  |

| 25 ottobre 1987 6ª giornata | Siena | 2 – 0 | Pro Vercelli |  |

| 1º novembre 1987 7ª giornata | Pro Vercelli | 1 – 0 | Sarzanese |  |

| 8 novembre 1987 8ª giornata | Tempio | 0 – 0 | Pro Vercelli |  |

| 15 novembre 1987 9ª giornata | Pro Vercelli | 1 – 0 | Carrarese |  |

| 22 novembre 1987 10ª giornata | Pistoiese | 1 – 0 | Pro Vercelli |  |

| 29 novembre 1987 11ª giornata | Pro Vercelli | 1 – 0 | Entella Bacezza |  |

| 6 dicembre 1987 12ª giornata | Pontedera | 1 – 1 | Pro Vercelli |  |

| 13 dicembre 1987 13ª giornata | Pro Vercelli | 1 – 0 | Lodigiani |  |

| 20 dicembre 1987 14ª giornata | Montevarchi | 1 – 0 | Pro Vercelli |  |

| 3 gennaio 1987 15ª giornata | Pro Vercelli | 1 – 0 | Carbonia |  |

| 10 gennaio 1988 16ª giornata | Civitavecchia | 0 – 0 | Pro Vercelli |  |

| 17 gennaio 1988 17ª giornata | Pro Vercelli | 1 – 0 | Massese |  |

#### Girone di ritorno
| 24 gennaio 1988 18ª giornata | Sorso | 1 – 1 | Pro Vercelli |  |

| 31 gennaio 1988 19ª giornata | Pro Vercelli | 0 – 1 | Olbia |  |

| 7 febbraio 1988 20ª giornata | Saviglianese | 0 – 2 | Pro Vercelli |  |

| 21 febbraio 1988 21ª giornata | Pro Vercelli | 1 – 1 | Cuoiopelli |  |

| 28 febbraio 1988 22ª giornata | Rondinella | 1 – 1 | Pro Vercelli |  |

| 6 marzo 1988 23ª giornata | Pro Vercelli | 2 – 0 | Siena |  |

| 13 marzo 1988 24ª giornata | Sarzanese | 0 – 0 | Pro Vercelli |  |

| 20 marzo 1988 25ª giornata | Pro Vercelli | 1 – 1 | Tempio |  |

| 2 aprile 1988 26ª giornata | Carrarese | 0 – 0 | Pro Vercelli |  |

| 10 aprile 1988 27ª giornata | Pro Vercelli | 3 – 1 | Pistoiese |  |

| 17 aprile 1988 28ª giornata | Entella Bacezza | 1 – 0 | Pro Vercelli |  |

| 24 aprile 1988 29ª giornata | Pro Vercelli | 2 – 0 | Pontedera |  |

| 8 maggio 1988 30ª giornata | Lodigiani | 1 – 1 | Pro Vercelli |  |

| 15 maggio 1988 31ª giornata | Pro Vercelli | 1 – 0 | Montevarchi |  |

| 22 maggio 1988 32ª giornata | Carbonia | 3 – 1 | Pro Vercelli |  |

| 29 maggio 1988 33ª giornata | Pro Vercelli | 4 – 1 | Civitavecchia |  |

| 5 giugno 1988 34ª giornata | Massese | 3 – 1 | Pro Vercelli |  |